# Рогожинский сельсовет
Рогожинский сельсовет — сельское поселение в Задонском районе Липецкой области Российской Федерации.
Административный центр — село Рогожино.

## История
Статус и границы сельского поселения установлены Законом Липецкой области от 23 сентября 2004 года № 126-ОЗ «Об установлении границ муниципальных образований Липецкой области»

## Население
| 2010 | 2012 | 2013 | 2014 | 2015 | 2016 | 2017 |
| ---- | ---- | ---- | ---- | ---- | ---- | ---- |
| 723  | ↗724 | ↗777 | ↗782 | ↗785 | ↗792 | ↗816 |
| 2018 | 2021 |      |      |      |      |      |
| ↗829 | ↗846 |      |      |      |      |      |

## Состав сельского поселения
| № | Населённый пункт | Тип населённого пункта       | Население |
| - | ---------------- | ---------------------------- | --------- |
| 1 | Весёлое          | деревня                      | ↘10       |
| 2 | Ржавец           | село                         | ↘21       |
| 3 | Рогожино         | село, административный центр | ↘457      |
| 4 | Черниговка       | село                         | ↘235      |